# Commonwealth Games 1982/Leichtathletik
Bei den Commonwealth Games 1982 in Brisbane wurden in der Leichtathletik zwischen dem 3. und 10. Oktober insgesamt 39 Wettbewerbe veranstaltet, davon 23 für Männer und 16 für Frauen. Austragungsort war das Queen Elizabeth II Stadium.

## Männer

### 100-Meter-Lauf
| Platz | Athlet          | Land | Zeit (s) |
| ----- | --------------- | ---- | -------- |
| 1     | Allan Wells     | SCO  | 10,02    |
| 2     | Ben Johnson     | CAN  | 10,05    |
| 3     | Cameron Sharp   | SCO  | 10,07    |
| 4     | Paul Narracott  | AUS  | 10,09    |
| 5     | Mike McFarlane  | ENG  | 10,11    |
| 6     | Tony Sharpe     | CAN  | 10,11    |
| 7     | Drew McMaster   | SCO  | 10,16    |
| 8     | Desai Williams  | CAN  | 10,17    |
| 9     | Gerrard Keating | AUS  | 10,18    |

Finale: 4. Oktober
Wind: 5,9 m/s

### 200-Meter-Lauf
| Platz | Athlet         | Land | Zeit (s) |
| ----- | -------------- | ---- | -------- |
| 1     | Mike McFarlane | ENG  | 20,43    |
| 1     | Allan Wells    | SCO  | 20,43    |
| 3     | Cameron Sharp  | SCO  | 20,55    |
| 4     | Paul Narracott | AUS  | 20,65    |
| 5     | Bruce Frayne   | AUS  | 20,72    |
| 6     | Tony Sharpe    | CAN  | 20,77    |
| 7     | Donovan Reid   | ENG  | 20,87    |
| 8     | Luke Watson    | ENG  | 20,88    |
| 9     | Desai Williams | CAN  | 21,04    |

Finale: 7. Oktober
Wind: 0,4 m/s

### 400-Meter-Lauf
| Platz | Athlet        | Land | Zeit (s) |
| ----- | ------------- | ---- | -------- |
| 1     | Bert Cameron  | JAM  | 45,89    |
| 2     | Rick Mitchell | AUS  | 46,61    |
| 3     | Gary Minihan  | AUS  | 46,68    |
| 4     | Mike Okot     | UGA  | 46,81    |
| 5     | Todd Bennett  | ENG  | 47,06    |
| 6     | Philip Brown  | ENG  | 47,11    |
| 7     | Tim Bethune   | CAN  | 47,34    |
| 8     | Greg Parker   | AUS  | 47,57    |
| 9     | James Atuti   | KEN  | 48,01    |

Finale: 4. Oktober

### 800-Meter-Lauf
| Platz | Athlet          | Land | Zeit (min) |
| ----- | --------------- | ---- | ---------- |
| 1     | Peter Bourke    | AUS  | 1:45,18    |
| 2     | James Maina Boi | KEN  | 1:45,45    |
| 3     | Chris McGeorge  | ENG  | 1:45,60    |
| 4     | John Walker     | NZL  | 1:46,23    |
| 5     | Brett Crew      | AUS  | 1:46,82    |
| 6     | Spyros Spyrou   | CYP  | 1:47,64    |
| 7     | Juma Ndiwa      | KEN  | 1:47,74    |
| 8     | Paul Forbes     | SCO  | 1:49,05    |
| 9     | Sammy Koskei    | KEN  | 1:52,43    |

Finale: 7. Oktober

### 1500-Meter-Lauf
| Platz | Athlet            | Land | Zeit (min) |
| ----- | ----------------- | ---- | ---------- |
| 1     | Steve Cram        | ENG  | 3:42,37    |
| 2     | John Walker       | NZL  | 3:43,11    |
| 3     | Mike Boit         | KEN  | 3:43,33    |
| 4     | Graham Williamson | SCO  | 3:43,84    |
| 5     | Michael Hillardt  | AUS  | 3:44,03    |
| 6     | Colin Reitz       | ENG  | 3:44,35    |
| 7     | Michael Gilchrist | NZL  | 3:44,50    |
| 8     | Tony Rogers       | NZL  | 3:45,11    |

Finale: 9. Oktober

### 5000-Meter-Lauf
| Platz | Athlet              | Land | Zeit (min) |
| ----- | ------------------- | ---- | ---------- |
| 1     | David Moorcroft     | ENG  | 13:33,00   |
| 2     | Nick Rose           | ENG  | 13:35,97   |
| 3     | Peter Koech         | KEN  | 13:36,95   |
| 4     | Zakariah Barie      | TAN  | 13:39,03   |
| 5     | Philippos Philippou | CYP  | 13:39,13   |
| 6     | Nat Muir            | SCO  | 13:40,84   |
| 7     | John Andrews        | AUS  | 13:42,62   |
| 8     | Peter Renner        | NZL  | 13:45,00   |

7. Oktober

### 10.000-Meter-Lauf
| Platz | Athlet           | Land | Zeit (min) |
| ----- | ---------------- | ---- | ---------- |
| 1     | Gidamis Shahanga | TAN  | 28:10,15   |
| 2     | Zakariah Barie   | TAN  | 28:10,55   |
| 3     | Julian Goater    | ENG  | 28:16,11   |
| 4     | Charlie Spedding | ENG  | 28:24,94   |
| 5     | Allister Hutton  | SCO  | 28:28,62   |
| 6     | Dennis Fowles    | WAL  | 28:33,89   |
| 7     | Zephaniah Ncube  | ZIM  | 28:38,85   |
| 8     | Lawrie Whitty    | AUS  | 28:43,93   |

3. Oktober

### Marathon
| Platz | Athlet             | Land | Zeit (h) |
| ----- | ------------------ | ---- | -------- |
| 1     | Robert de Castella | AUS  | 2:09:18  |
| 2     | Juma Ikangaa       | TAN  | 2:09:30  |
| 3     | Mike Gratton       | ENG  | 2:12:06  |
| 4     | John Graham        | SCO  | 2:13:04  |
| 5     | Kevin Ryan         | NZL  | 2:13:42  |
| 6     | Gidamis Shahanga   | TAN  | 2:14:25  |
| 7     | Graham Laing       | SCO  | 2:14:54  |
| 8     | Ian Ray            | ENG  | 2:15:11  |

8. Oktober

### 30 km Gehen
| Platz | Athlet            | Land | Zeit (h) |
| ----- | ----------------- | ---- | -------- |
| 1     | Steve Barry       | WAL  | 2:10:16  |
| 2     | Marcel Jobin      | CAN  | 2:12:24  |
| 3     | Guillaume Leblanc | CAN  | 2:14:56  |
| 4     | Willi Sawall      | AUS  | 2:15:23  |
| 5     | François Lapointe | CAN  | 2:17:02  |
| 6     | Tim Erickson      | AUS  | 2:19:45  |
| 7     | Roger Mills       | ENG  | 2:21:54  |
| 8     | Murray Lambden    | IOM  | 2:22:18  |

7. Oktober

### 110-Meter-Hürdenlauf
| Platz | Athlet          | Land | Zeit (s) |
| ----- | --------------- | ---- | -------- |
| 1     | Mark McKoy      | CAN  | 13,37    |
| 2     | Mark Holtom     | ENG  | 13,43    |
| 3     | Don Wright      | AUS  | 13,58    |
| 4     | Wilbert Greaves | ENG  | 13,66    |
| 5     | Max Binnington  | AUS  | 13,72    |
| 6     | Berwyn Price    | WAL  | 13,73    |
| 7     | Philip Sang     | KEN  | 14,08    |
| 8     | Karl Smith      | JAM  | 14,11    |
| 9     | Warren Parr     | AUS  | 14,15    |

Finale: 4. Oktober
Wind: 1,9 m/s

### 400-Meter-Hürdenlauf
| Platz | Athlet           | Land | Zeit (s) |
| ----- | ---------------- | ---- | -------- |
| 1     | Garry Brown      | AUS  | 49,37    |
| 2     | Peter Rwamuhanda | UGA  | 49,95    |
| 3     | Greg Rolle       | BAH  | 50,50    |
| 4     | Mike Whittingham | ENG  | 51,04    |
| 5     | Lloyd Guss       | CAN  | 51,23    |
| 6     | Stan Devine      | SCO  | 51,68    |
| 7     | Eric Spence      | CAN  | 51,84    |
| 8     | Gary Oakes       | ENG  | 51,96    |
| 9     | Karl Smith       | JAM  | 53,52    |

Finale: 7. Oktober

### 3000-Meter-Hindernislauf
| Platz | Athlet              | Land | Zeit (min) |
| ----- | ------------------- | ---- | ---------- |
| 1     | Julius Korir        | KEN  | 8:23,94    |
| 2     | Graeme Fell         | ENG  | 8:26,64    |
| 3     | Greg Duhaime        | CAN  | 8:29,14    |
| 4     | Roger Hackney       | WAL  | 8:32,84    |
| 5     | Peter Renner        | NZL  | 8:34,32    |
| 6     | Philippos Philippou | CYP  | 8:35,23    |
| 7     | Amos Korir          | KEN  | 8:38,48    |
| 8     | Colin Reitz         | ENG  | 8:41,94    |

4. Oktober

### 4-mal-100-Meter-Staffel
| Platz | Land       | Athleten                                                                       | Zeit (s) |
| ----- | ---------- | ------------------------------------------------------------------------------ | -------- |
| 1     | Nigeria    | Lawrence Adegbeingbe Iziaq Adeyanju Samson Oyeledun Ikpoto Eseme               | 39,15    |
| 2     | Kanada     | Ben Johnson Tony Sharpe Desai Williams Mark McKoy                              | 39,30    |
| 3     | Schottland | Gus McCuaig Allan Wells Cameron Sharp Drew McMaster                            | 39,33    |
| 4     | Australien | Paul Narracott Gerrard Keating Bruce Frayne Peter Gandy                        | 39,39    |
| 5     | England    | Harry King Donovan Reid Mike McFarlane Jim Evans                               | 39,67    |
| 6     | Ghana      | Ernest Obeng William Hammond Sam Aidoo Awudu Nuhu                              | 40,52    |
| 7     | Kenia      | Alfred Nyambane Peter Wekesa John Anzrah James Maina Boi                       | 40,94    |
| 8     | Simbabwe   | Charles Gumbura Gian Franco Poggioli Zenas Marambakuyana Christopher Madzokere | 41,75    |
| 9     | Westsamoa  | William Fong Sioeli Saufoi Rolagi Faa Mausili Joseph Leota                     | 41,91    |

### 4-mal-400-Meter-Staffel
| Platz | Land       | Athleten                                                     | Zeit (min) |
| ----- | ---------- | ------------------------------------------------------------ | ---------- |
| 1     | England    | Steve Scutt Garry Cook Todd Bennett Philip Brown             | 3:05,45    |
| 2     | Australien | Gary Minihan John Fleming Greg Parker Rick Mitchell          | 3:05,82    |
| 3     | Kenia      | Elisha Bitok Juma Ndiwa John Anzrah James Maina Boi          | 3:06,33    |
| 4     | Kanada     | Douglas Hinds Ian Newhouse Lloyd Guss Tim Bethune            | 3:07,04    |
| 5     | Barbados   | Hamil Grimes David Carter Gordon Hinds Richard Louis         | 3:12,44    |
| 6     | Sambia     | Charles Lupiya Lyamba Nyambe Dick Kunda Davison Lishebo      | 3:13,85    |
| 7     | Ghana      | John Barnor Akuttey William Hammond Awudu Nuhu Edward Pappoe | 3:14,31    |
| 8     | Simbabwe   | Glen Taute Mark Fanucci Glen de Souza Njere Shumba           | 3:15,18    |
| 9     | Botswana   | Pius Kgannyeng Temba Mpofu Shepherd Mogapi Joseph Ramotshabi | 3:18,70    |

### Hochsprung
| Platz | Athlet            | Land | Höhe (m) |
| ----- | ----------------- | ---- | -------- |
| 1     | Milton Ottey      | CAN  | 2,31     |
| 2     | Stephen Wray      | BAH  | 2,31     |
| 3     | Clarence Saunders | BER  | 2,19     |
| 4     | David Abrahams    | ENG  | 2,19     |
| 5     | Greg Joy          | CAN  | 2,16     |
| 5     | Alain Metellus    | CAN  | 2,16     |
| 7     | Geoff Parsons     | SCO  | 2,16     |
| 8     | Roger Te Puni     | NZL  | 2,13     |

7. Oktober

### Stabhochsprung
| Platz | Athlet          | Land | Höhe (m) |
| ----- | --------------- | ---- | -------- |
| 1     | Ray Boyd        | AUS  | 5,20     |
| 2     | Jeff Gutteridge | ENG  | 5,20     |
| 3     | Graham Eggleton | SCO  | 5,20     |
| 4     | Bruce Simpson   | CAN  | 5,10     |
| 5     | Keith Stock     | ENG  | 4,85     |
| 6     | Andrew Stewart  | AUS  | 4,85     |
| 7     | Kieran McKee    | NZL  | 4,70     |
|       | Dave Steen      | CAN  | NM       |

8. Oktober

### Weitsprung
| Platz | Athlet        | Land | Weite (m) |
| ----- | ------------- | ---- | --------- |
| 1     | Gary Honey    | AUS  | 8,13      |
| 2     | Steve Hanna   | BAH  | 7,79 w    |
| 3     | Stephen Walsh | NZL  | 7,75      |
| 4     | John Herbert  | ENG  | 7,54      |
| 5     | Steven Knott  | AUS  | 7,53      |
| 6     | Moses Kiyai   | KEN  | 7,48      |
| 7     | Delroy Poyser | JAM  | 7,24 w    |
| 8     | Stalin Issah  | GHA  | 7,03 w    |

7. Oktober

### Dreisprung
| Platz | Athlet              | Land | Weite (m) |
| ----- | ------------------- | ---- | --------- |
| 1     | Keith Connor        | ENG  | 17,81 w   |
| 2     | Ken Lorraway        | AUS  | 17,54 w   |
| 3     | Aston Moore         | ENG  | 16,76 w   |
| 4     | Steve Hanna         | BAH  | 16,56 w   |
| 5     | John Herbert        | ENG  | 16,48 w   |
| 6     | Norbert Elliott     | BAH  | 16,36 w   |
| 7     | Marios Hadjiandreou | CYP  | 16,31 w   |
| 8     | Moses Kiyai         | KEN  | 14,91 w   |

9. Oktober

### Kugelstoßen
| Platz | Athlet             | Land | Weite (m) |
| ----- | ------------------ | ---- | --------- |
| 1     | Bruno Pauletto     | CAN  | 19,55     |
| 2     | Mike Winch         | ENG  | 18,25     |
| 3     | Luby Chambul       | CAN  | 17,46     |
| 4     | Richard Slaney     | ENG  | 17,35     |
| 5     | Simon Rodhouse     | ENG  | 17,18     |
| 6     | Matt Barber        | AUS  | 15,33     |
| 7     | Stephen Chikomo    | ZIM  | 13,72     |
| 8     | Christopher Pullen | ZIM  | 13,45     |

9. Oktober

### Diskuswurf
| Platz | Athlet             | Land | Weite (m) |
| ----- | ------------------ | ---- | --------- |
| 1     | Bradley Cooper     | BAH  | 64,04     |
| 2     | Robert Gray        | CAN  | 60,66     |
| 3     | Bishop Dolegiewicz | CAN  | 60,34     |
| 4     | Richard Slaney     | ENG  | 60,14     |
| 5     | Robert Weir        | ENG  | 59,26     |
| 6     | Pete Tancred       | ENG  | 58,82     |
| 7     | Richard Priman     | AUS  | 54,30     |
| 8     | Robin Tait         | NZL  | 54,22     |

8. Oktober

### Hammerwurf
| Platz | Athlet           | Land | Weite (m) |
| ----- | ---------------- | ---- | --------- |
| 1     | Robert Weir      | ENG  | 75,08     |
| 2     | Martin Girvan    | NIR  | 73,62     |
| 3     | Chris Black      | SCO  | 69,84     |
| 4     | Hans-Martin Lotz | AUS  | 68,82     |
| 5     | Paul Dickenson   | ENG  | 67,96     |
| 6     | Harold Willers   | CAN  | 65,06     |
| 7     | Phil Spivey      | AUS  | 63,62     |
| 8     | Gus Puopolo      | AUS  | 59,74     |

3. Oktober

### Speerwurf
| Platz | Athlet         | Land | Weite (m) |
| ----- | -------------- | ---- | --------- |
| 1     | Mike O’Rourke  | NZL  | 89,48     |
| 2     | Laslo Babits   | CAN  | 84,88     |
| 3     | Zakayo Malekwa | TAN  | 80,22     |
| 4     | Phil Olsen     | CAN  | 77,96     |
| 5     | William Sang   | KEN  | 77,64     |
| 6     | Peter Yates    | ENG  | 77,40     |
| 7     | David Ottley   | ENG  | 75,00     |
| 8     | David Hookway  | NZL  | 69,72     |

9. Oktober

### Zehnkampf
| Platz | Athlet          | Land | Punkte |
| ----- | --------------- | ---- | ------ |
| 1     | Daley Thompson  | ENG  | 8410   |
| 2     | Dave Steen      | CAN  | 8004   |
| 3     | Fidelis Obikwu  | ENG  | 7726   |
| 4     | Peter Hadfield  | AUS  | 7511   |
| 5     | Peter Dyer      | NZL  | 7316   |
| 6     | Charles Kokoyo  | KEN  | 7118   |
| 7     | Greg Haydenluck | CAN  | 6766   |
| 8     | Colin Boreham   | NIR  | 6727   |

5. Oktober

## Frauen

### 100-Meter-Lauf
| Platz | Athletin       | Land | Zeit (s) |
| ----- | -------------- | ---- | -------- |
| 1     | Angella Taylor | CAN  | 11,00    |
| 2     | Merlene Ottey  | JAM  | 11,03    |
| 3     | Colleen Pekin  | AUS  | 11,24    |
| 4     | Angela Bailey  | CAN  | 11,30    |
| 5     | Wendy Hoyte    | ENG  | 11,31    |
| 5     | Rufina Ubah    | NGR  | 11,31    |
| 7     | Heather Oakes  | ENG  | 11,39    |
| 8     | Helen Davey    | AUS  | 11,44    |
| 9     | Sonia Lannaman | ENG  | 11,48    |

Finale: 4. Oktober
Wind: 1,4 m/s

### 200-Meter-Lauf
| Platz | Athletin           | Land | Zeit (s) |
| ----- | ------------------ | ---- | -------- |
| 1     | Merlene Ottey      | JAM  | 22,19    |
| 2     | Kathy Smallwood    | ENG  | 22,21    |
| 3     | Angella Taylor     | CAN  | 22,48    |
| 4     | Denise Boyd        | AUS  | 22,72    |
| 5     | Colleen Pekin      | AUS  | 22,89    |
| 6     | Beverley Callender | ENG  | 22,92    |
| 7     | Grace Jackson      | JAM  | 23,25    |
| 8     | Angela Bailey      | CAN  | 23,42    |
| 9     | Helen Barnett      | ENG  | 23,57    |

Finale: 7. Oktober
Wind: 2,5 m/s

### 400-Meter-Lauf
| Platz | Athletin           | Land | Zeit (s) |
| ----- | ------------------ | ---- | -------- |
| 1     | Raelene Boyle      | AUS  | 51,26    |
| 2     | Michelle Scutt     | WAL  | 51,97    |
| 3     | Joslyn Hoyte-Smith | ENG  | 52,53    |
| 4     | Gladys Taylor      | ENG  | 52,56    |
| 5     | Kim Robertson      | NZL  | 53,02    |
| 6     | Molly Killingbeck  | CAN  | 53,10    |
| 7     | Charmaine Crooks   | CAN  | 53,16    |
| 8     | June Griffith      | GUY  | 53,67    |
| 9     | Linsey Macdonald   | SCO  | 53,87    |

Finale: 4. Oktober

### 800-Meter-Lauf
| Platz | Athletin         | Land | Zeit (min) |
| ----- | ---------------- | ---- | ---------- |
| 1     | Kirsty McDermott | WAL  | 2:01,31    |
| 2     | Anne Clarkson    | SCO  | 2:01,52    |
| 3     | Heather Barralet | AUS  | 2:01,70    |
| 4     | Terri-Ann Cater  | AUS  | 2:01,91    |
| 5     | Shireen Hassan   | ENG  | 2:02,21    |
| 6     | Lorraine Baker   | ENG  | 2:03,17    |
| 7     | Christine Hughes | NZL  | 2:04,87    |
| 8     | Francine Gendron | CAN  | 2:06,21    |
| 9     | Evelyn Adiru     | UGA  | 2:06,23    |

Finale: 7. Oktober

### 1500-Meter-Lauf
| Platz | Athletin        | Land | Zeit (min) |
| ----- | --------------- | ---- | ---------- |
| 1     | Christina Boxer | ENG  | 4:08,28    |
| 2     | Gillian Dainty  | ENG  | 4:10,80    |
| 3     | Lorraine Moller | NZL  | 4:12,67    |
| 4     | Dianne Rodger   | NZL  | 4:13,10    |
| 5     | Geri Fitch      | CAN  | 4:13,40    |
| 6     | Kim Lock        | WAL  | 4:14,02    |
| 7     | Kathryn Pilling | ENG  | 4:14,86    |
| 8     | Hilary Hollick  | WAL  | 4:15,69    |

Finale: 9. Oktober

### 3000-Meter-Lauf
| Platz | Athletin             | Land | Zeit (min) |
| ----- | -------------------- | ---- | ---------- |
| 1     | Anne Audain          | NZL  | 8:45,53    |
| 2     | Wendy Smith          | ENG  | 8:48,47    |
| 3     | Lorraine Moller      | NZL  | 8:55,76    |
| 4     | Dianne Rodger        | NZL  | 9:06,05    |
| 5     | Bev Bush             | CAN  | 9:12,02    |
| 6     | Geri Fitch           | CAN  | 9:12,78    |
| 7     | Debbie Peel          | ENG  | 9:15,37    |
| 8     | Justina Chepchirchir | KEN  | 9:15,40    |

4. Oktober

### 100-Meter-Hürdenlauf
| Platz | Athletin        | Land | Zeit (s) |
| ----- | --------------- | ---- | -------- |
| 1     | Shirley Strong  | ENG  | 12,78    |
| 2     | Lorna Boothe    | ENG  | 12,90    |
| 3     | Sue Kameli      | CAN  | 13,10    |
| 4     | Karen Nelson    | CAN  | 13,10    |
| 5     | Judy Livermore  | ENG  | 13,25    |
| 6     | Glynis Nunn     | AUS  | 13,31    |
| 7     | Sylvia Forgrave | CAN  | 13,38    |
| 8     | Maria Usifo     | NGR  | 13,39    |
| 9     | Elaine McMaster | SCO  | 13,57    |

Finale: 8. Oktober
Wind: 4,5 m/s

### 400-Meter-Hürdenlauf
| Platz | Athletin            | Land | Zeit (s) |
| ----- | ------------------- | ---- | -------- |
| 1     | Debbie Flintoff     | AUS  | 55,89    |
| 2     | Ruth Kyalisima      | UGA  | 57,10    |
| 3     | Yvette Wray         | ENG  | 57,17    |
| 4     | Susan Morley        | ENG  | 57,57    |
| 5     | Lynette Foreman     | AUS  | 57,62    |
| 6     | Andrea Page         | CAN  | 57,70    |
| 7     | Margaret Southerden | SCO  | 58,36    |
| 8     | Gwen Wall           | CAN  | 58,49    |
| 9     | Sandra Farmer       | JAM  | 59,07    |

Finale: 7. Oktober
Die 400 m Hürden für Frauen waren neu im Programm der Commonwealth Games.

### 4-mal-100-Meter-Staffel
| Platz | Land                | Athletinnen                                                   | Zeit (s) |
| ----- | ------------------- | ------------------------------------------------------------- | -------- |
| 1     | England             | Wendy Hoyte Kathy Smallwood Beverley Callender Sonia Lannaman | 43,15    |
| 2     | Kanada              | Angela Bailey Marita Payne Angella Taylor Molly Killingbeck   | 43,66    |
| 3     | Jamaika             | Leleith Hodges Merlene Ottey Cathy Rattray Grace Jackson      | 43,69    |
| 4     | Australien          | Jenny Flaherty Denise Boyd Colleen Pekin Helen Davey          | 43,84    |
| 5     | Nigeria             | Elizabeth Mokogwu Maria Usifo Tutu Ogunde Rufina Ubah         | 44,60    |
| 6     | Trinidad und Tobago | Janice Bernard Gillian Forde Maxine McMillan Angela Williams  | 44,74    |
| 7     | Ghana               | Grace Armah Mercy Addy Georgina Aidoo Mary Mensah             | 45,93    |
| 8     | Kenia               | Geraldine Shitandayi Ruth Waithera Joyce Odhiambo Alice Adala | 46,13    |
| 9     | Gambia              | Georgiana Freeman Jabou Jawo Amie Ndow Frances Jatta          | 47,51    |

### 4-mal-400-Meter-Staffel
| Platz | Land       | Athletinnen                                                          | Zeit (min) |
| ----- | ---------- | -------------------------------------------------------------------- | ---------- |
| 1     | Kanada     | Charmaine Crooks Jillian Richardson Molly Killingbeck Angella Taylor | 3:27,70    |
| 2     | Australien | Leanne Evans Denise Boyd Debbie Flintoff Raelene Boyle               | 3:27,72    |
| 3     | Schottland | Sandra Whittaker Anne Clarkson Angela Bridgeman Linsey Macdonald     | 3:32,92    |
| 4     | England    | Yvette Wray Gladys Taylor Kathy Smallwood Joslyn Hoyte-Smith         | 3:35,35    |
| 5     | Wales      | Carmen Smart Kirsty McDermott Diane Fryar Michelle Scutt             | 3:35,76    |
| 6     | Neuseeland | Terry Genge Christine Hughes Janine Robson Kim Robertson             | 3:40,63    |
| 7     | Kenia      | Ruth Atuti Alice Adala Rose Tata-Muya Ruth Waithera                  | 3:40,77    |

### Hochsprung
| Platz | Athletin          | Land | Höhe (m) |
| ----- | ----------------- | ---- | -------- |
| 1     | Debbie Brill      | CAN  | 1,88     |
| 2     | Christine Stanton | AUS  | 1,88     |
| 3     | Barbara Simmonds  | ENG  | 1,83     |
| 4     | Brigitte Reid     | CAN  | 1,83     |
| 5     | Vanessa Browne    | AUS  | 1,83     |
| 6     | Diana Elliott     | ENG  | 1,80     |
| 7     | Ann-Marie Cording | ENG  | 1,80     |
| 8     | Katrina Gibbs     | AUS  | 1,80     |

8. Oktober

### Weitsprung
| Platz | Athletin        | Land | Weite (m) |
| ----- | --------------- | ---- | --------- |
| 1     | Shonel Ferguson | BAH  | 6,91 w    |
| 2     | Robyn Strong    | AUS  | 6,88 w    |
| 3     | Beverly Kinch   | ENG  | 6,78 w    |
| 4     | Linda Garden    | AUS  | 6,53 w    |
| 5     | Susan Hearnshaw | ENG  | 6,50 w    |
| 6     | Maria Lambrou   | CYP  | 6,38      |
| 7     | Glynis Nunn     | AUS  | 6,38 w    |
| 8     | Pam Hendren     | NZL  | 6,33 w    |

8. Oktober

### Kugelstoßen
| Platz | Athlet               | Land | Weite (m) |
| ----- | -------------------- | ---- | --------- |
| 1     | Judy Oakes           | ENG  | 17,92     |
| 2     | Gael Mulhall         | AUS  | 17,68     |
| 3     | Rose Hauch           | CAN  | 16,71     |
| 4     | Bev Francis          | AUS  | 16,40     |
| 5     | Angela Littlewood    | ENG  | 15,97     |
| 6     | Carmen Ionesco       | CAN  | 15,80     |
| 7     | Meg Ritchie          | SCO  | 15,63     |
| 8     | Mariette van Heerden | ZIM  | 14,15     |

5. Oktober

### Diskuswurf
| Platz | Athletin             | Land | Weite (m) |
| ----- | -------------------- | ---- | --------- |
| 1     | Meg Ritchie          | SCO  | 62,98     |
| 2     | Gael Mulhall         | AUS  | 58,64     |
| 3     | Lynda Whiteley       | ENG  | 54,78     |
| 4     | Carmen Ionesco       | CAN  | 54,52     |
| 5     | Mariette van Heerden | ZIM  | 53,42     |
| 6     | Venissa Head         | WAL  | 50,64     |
| 7     | Lesley Bryant        | ENG  | 50,22     |
| 8     | Janette Picton       | ENG  | 47,80     |

4. Oktober

### Speerwurf
| Platz | Athletin         | Land | Weite (m) |
| ----- | ---------------- | ---- | --------- |
| 1     | Sue Howland      | AUS  | 64,46     |
| 2     | Petra Rivers     | AUS  | 62,28     |
| 3     | Fatima Whitbread | ENG  | 58,86     |
| 4     | Pam Matthews     | AUS  | 55,16     |
| 5     | Monique Lapres   | CAN  | 52,30     |
| 6     | Céline Chartrand | CAN  | 50,14     |
| 7     | Sharon Gibson    | ENG  | 49,56     |
| 8     | Mereoni Vibose   | FIJ  | 47,30     |

7. Oktober

### Siebenkampf
| Platz | Athletin             | Land | Punkte |
| ----- | -------------------- | ---- | ------ |
| 1     | Glynis Nunn          | AUS  | 6282   |
| 2     | Judy Livermore       | ENG  | 6214   |
| 3     | Jill Ross-Giffen     | CAN  | 5981   |
| 4     | Kathy Warren         | ENG  | 5692   |
| 5     | Terry Genge          | NZL  | 5679   |
| 6     | Julie White          | CAN  | 5575   |
| 7     | Jocelyn Millar-Cubit | AUS  | 5505   |
| 8     | Connie Polman-Tuin   | CAN  | 5333   |

4. Oktober